# قشلاق قره سقال
قشلاق قره سقال یک روستا در ایران است که در استان اردبیل واقع شده‌است. قشلاق قره سقال ۲۵ نفر جمعیت دارد.